# 雅鹛属
雅鹛属（学名：Malacocincla）是幽鹛科的一属。

## 下属物种
本属包括以下物种：
- 阿氏雅鹛 Malacocincla abbotti Blyth, 1845
- 黑眉雅鶥 Malacocincla perspicillata (Bonaparte, 1850)
- 霍氏雅鹛 Malacocincla sepiaria (Horsfield, 1821)